# Szotírisz Kirjiákosz
Szotírisz Kirjiákosz (görögül: Σωτήρης Κυργιάκος) (Tríkala, 1979. július 23. –) görög válogatott labdarúgó, jelenleg a német Wolfsburg hátvédje.

## Pályafutása

### Panathinaikósz
Karrierjét 1996-ban a Panathinaikósz akadémiáján kezdte, majd a görög másodosztályba kölcsönadták, az Ágiosz Nikólaoszhoz. 2001-ben visszahívta nevelőklubja és gyorsan rendszeres tagja lett az első csapatnak. Hozzásegítette klubját egy görög bajnoki címhez, valamint két kupagyőzelemhez.

### Rangers
2005 januárjában Kirjiákosz a skót Rangershez került kölcsönbe. Itt bajnoki címet és ligakupa-győzelmet ért el a csapattal.

### Frankfurt
2006-ban a Bundesligában szereplő Eintracht Frankfurt játékosa lett 2 szezonon át .

### AEK Athén
2004-ben csatlakozott hazája klubjához, az AÉK-hez.

### Liverpool
Kirjákosz 2009 nyarán érkezett az angol csapathoz 2 millió fontért, így ő lett a csapat történetében az első görög játékos. A rutinos védő leginkább csak a kispadon kapott helyet, de a szezon második felében egyre többször került be a csapatba Škrtel, Insúa, Fábio Aurélio és Johnson sérülései miatt.
2009. augusztus 29-én debütált egy Bolton Wanderers feletti drámai győzelemben a Reebok Stadionban.
Első gólját 2010. január 16-án szerezte a Stoke City ellen. Az április 19-i West Ham United elleni meccsen pedig egy Gerrard-szabadrúgásba tudott beleérni, így a labda a kapufáról a kapusra pattanva jutott a kapuba (ezért a találatot Robert Green öngóljaként könyvelték el).

### Wolfsburg
2011. augusztus 23-án erősítette meg a Liverpool, hogy Kirjákosz visszatért a Bundesligába, a Wolfsburg csapatához.

### Válogatott
Kirjákosz 2002. február 13-án mutatkozott be a görög válogatottban Svédország ellen. A 2004-es Európa-bajnokság történelmi győzelméből kimaradt térdsérülése miatt. A 2010-es vb-n való részvétel után, augusztus 13-án bejelentette visszavonulását a nemzeti válogatottól.

## Díjak
Panathinaikósz
- Görög bajnok – 2004
- Görög kupagyőztes – 2004

Rangers
- Skót bajnok – 2005
- Skót ligakupa-győztes – 2005